# Rat de Busuanga
Rat (Rat Island ) es una isla situada en Filipinas, adyacente a la de Busuanga, isla que forma parte del grupo de Calamianes.
Administrativamente forma parte  del barrio de  Maglalambay  del municipio filipino de tercera categoría de Busuanga perteneciente a la provincia  de Paragua en Mimaro,  Región IV-B.

## Geografía
Isla Busuanga es  la más grande del Grupo Calamian situado a medio camino entre las islas de Mindoro (San José) y de Paragua (Puerto Princesa), con el Mar de la China Meridional a poniente y el mar de Joló a levante. Al sur de la isla están las otras dos islas principales del Grupo Calamian: Culión y  Corón.
Rat se encuentra en el  Mar de la China Meridional, a poniente de Isla Busuanga. Este islote  tiene aproximadamente 590 metros de largo, en dirección este-oeste, y unos 480 metros en su línea de mayor anchura.
Las islas más cercanas son las siguientes: Al nordeste, y a 1.052 metros, se encuentra isla Malcatop; al suroeste, y a 1.240 metros, isla Depelengued; a poniente, y a 270 metros, isla Malbinchilao del Norte, y a 1.190 metros, isla de Malbinchilao del Sur.
El barrio de Maglalambay está formado por las siguientes islas e islotes: Popotoán, Nalaut Oriental, Nalaut Occidental, Malbinchilao del Norte,  Rat, Malbinchilao del Sur, Mangenguey y Depelengued.